# United States Department of Veterans Affairs Police
Die United States Department of Veterans Affairs Police ist die Polizeibehörde und Sicherheitsabteilung (Office of Operations, Security, and Preparedness – Police Services) des Kriegsveteranenministeriums (United States Department of Veterans Affairs) der Vereinigten Staaten mit Sitz in Washington, D.C. Die Organisation hat 3.200 Mitarbeiter an 171 Standorten. Derzeitiger Behördenleiter, als Director, Police Service, ist Michael Franklin.
Die Behörde ist aus dem 1930 gegründeten Veterans Affairs Protective Service hervorgegangen. Ihre Aufgabe ist der Schutz der Gebäude und Einrichtungen der zahlreichen Krankenhäuser und Institute sowie die Aufrechterhaltung der dortigen Öffentlichen Sicherheit und Ordnung. Die Polizeivollzugsbeamten erhalten ihre Grundausbildung (Basic Police Officers Training Course) vom Department of Veterans Affairs Law Enforcement Training Center in North Little Rock, Arkansas. 